# Благовещенское (Владимирская область)
Благове́щенское — село Муромского района Владимирской области Российской Федерации, входит в состав
Борисоглебского сельского поселения.

## География
Расположено на левом берегу реки Оки, в 25 км на север от Мурома.

## История
В описях впервые упоминается в 1506 г. По народному преданию, село Благовещенское получило своё название от «Блаженского» монастыря, существовавшего здесь в незапамятные времена.
По окладным книгам 1676 года в деревне Благовещенской Борисоглебского прихода значилось 30 дворов крестьянских. Благовещенский приход был открыт с 1864 года, со времени построения деревянной церкви с колокольней. Престол в ней был один в честь Вознесения Господня. Приход состоял из одного села Благовещенского, в котором по клировым ведомостям числилось 455 мужчин и 523 женщины. Приблизительно в 1900 году в селе была построена каменная церковь Вознесения Господня.
До революции крупное село Чаадаевской волости Муромского уезда.

## Население
| 1859 | 1897 |
| ---- | ---- |
| 798  | 1006 |

| 1859 | 1897  | 1905  | 1926  | 2002 | 2010 | 2021 |
| ---- | ----- | ----- | ----- | ---- | ---- | ---- |
| 798  | ↗1006 | ↗1214 | ↗1346 | ↘143 | ↘116 | ↘29  |

## Инфраструктура
В селе находятся фельдшерско-акушерский пункт, отделение почтовой связи.

## Достопримечательности
В селе расположена недействующая Церковь Вознесения Господня (1900)